# FAW Besturn B70
FAW Besturn B70 — среднеразмерный седан, выпускающийся старейшей китайской автомобильной компанией First Automotive Works. Продажи в Китае начались в 2006 году, в 2009 году автомобиль пережил рестайлинг. B70, как и младшая модель B50, построен на базе первого поколения Mazda6.
В 2014 году автомобиль был снова изменён: появился 1,8-турбированный двигатель мощностью 180 л. с. Также был изменён внешний вид.
В 2021 году презентовали фастбэк-кроссовер Bestune B70S.

## Технические характеристики
B70 доступен с 2-литровым бензиновым четырёхцилиндровым двигателем мощностью 147 лошадиных сил собственной разработки. Трансмиссия — 6-ступенчатые автоматическая или механическая коробки передач. Всего предоставляется 2 комплектации: в базовой комплектации (Comfort MT) из систем безопасности имеются антиблокировочная система, система распределения тормозных усилий, парктроник и 2 передние подушки безопасности, из систем удобств — климат контроль, электроприводы зеркал и стеклоподъёмников, mp3-стереосистема. В высшей (Comfort АT) появляются противобуксовочная система, датчик давления в шинах, автоматическое управление светом; в Китае есть также вариант с кожаной отделкой. По китайской системе проверки безопасности автомобилей CNCAP автомобиль получил 4 из 4 звёзд.

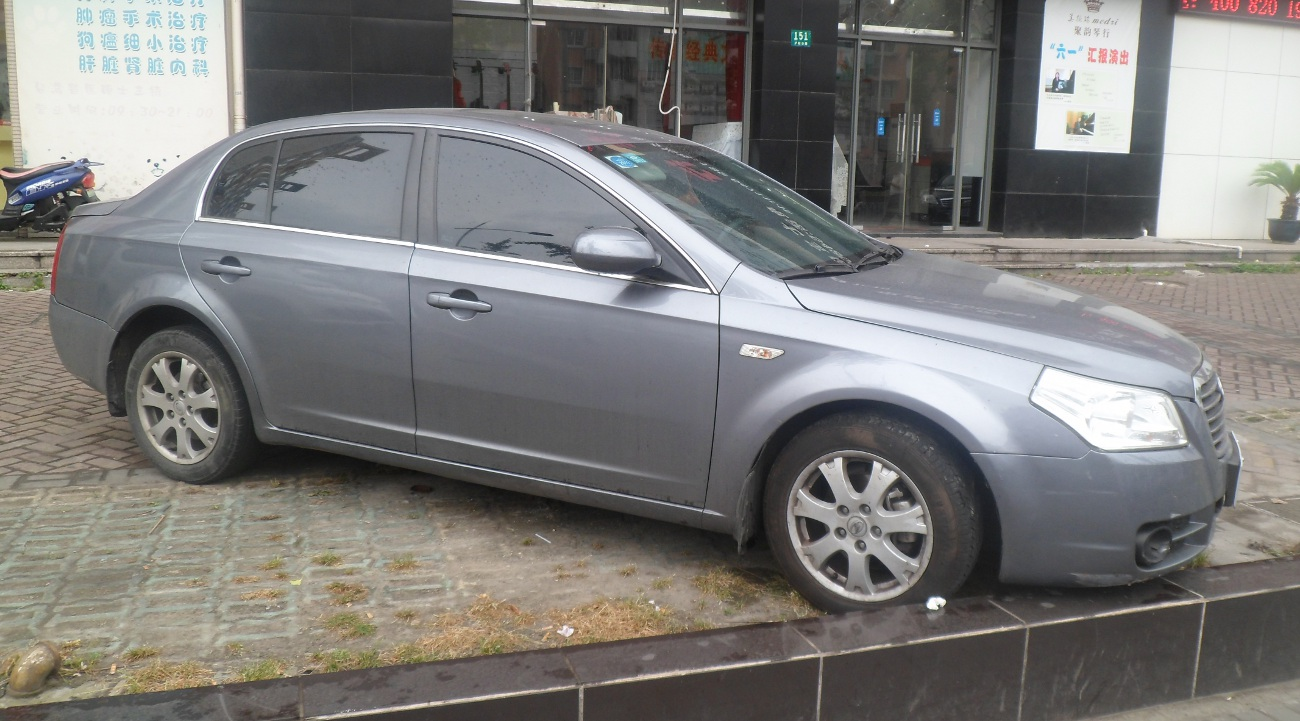
Вид сбоку

- Размерность колёс — 205/55 R16 91V
- Передняя подвеска — независимая, на двойных поперечных рычагах
- Задняя подвеска — независимая, многорычажная E-типа
- Рулевое управление — усилитель руля с переменным усилием, тип «шестерня-рейка»
- Тормоза — дисковые

## В России
В 2013 году FAW объявили о начале продаж B70 в России. В июле компания объявила цены. По состоянию на март 2014 года цена колеблется от 820 до 860 тыс. рублей.